# Scrophularia xanthoglossa
Scrophularia xanthoglossa är en flenörtsväxtart som beskrevs av Pierre Edmond Boissier. Scrophularia xanthoglossa ingår i släktet flenörter, och familjen flenörtsväxter. Utöver nominatformen finns också underarten S. x. decipiens.